# Ormosia divergens
Ormosia divergens là một loài ruồi trong họ Limoniidae. Chúng phân bố ở miền Tân bắc.